# Calcestruzzo armato

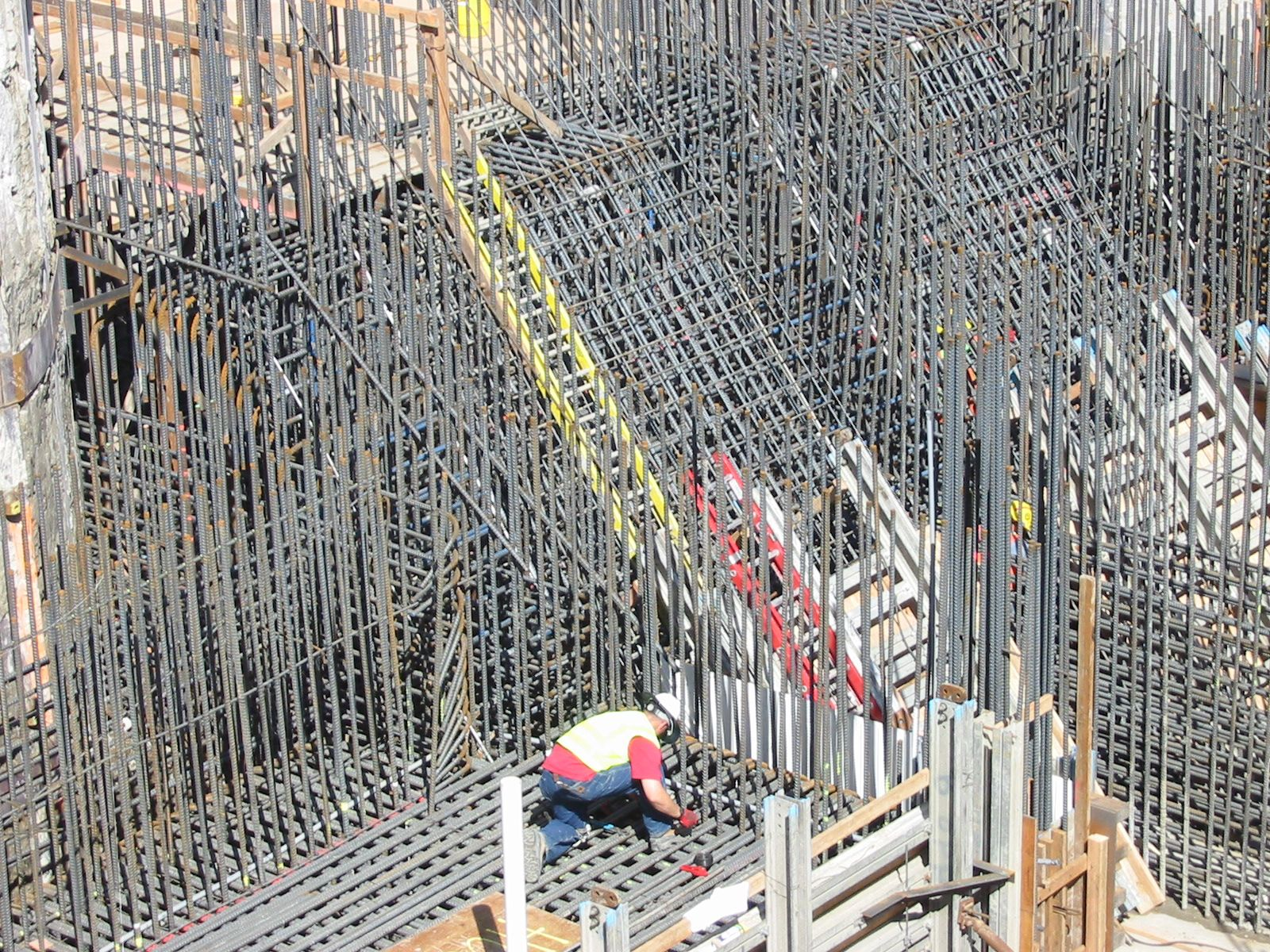
Posa in opera dell'armatura metallica

Il calcestruzzo armato  (comunemente chiamato cemento armato) è un materiale usato per la costruzione di opere civili, costituito da calcestruzzo, ovvero una miscela di cemento, acqua, sabbia e aggregati, cioè elementi lapidei, come la ghiaia, a cui si aggiunge un'armatura di barre di acciaio, detti comunemente tondini, annegata al suo interno e opportunamente sagomata.

## Storia

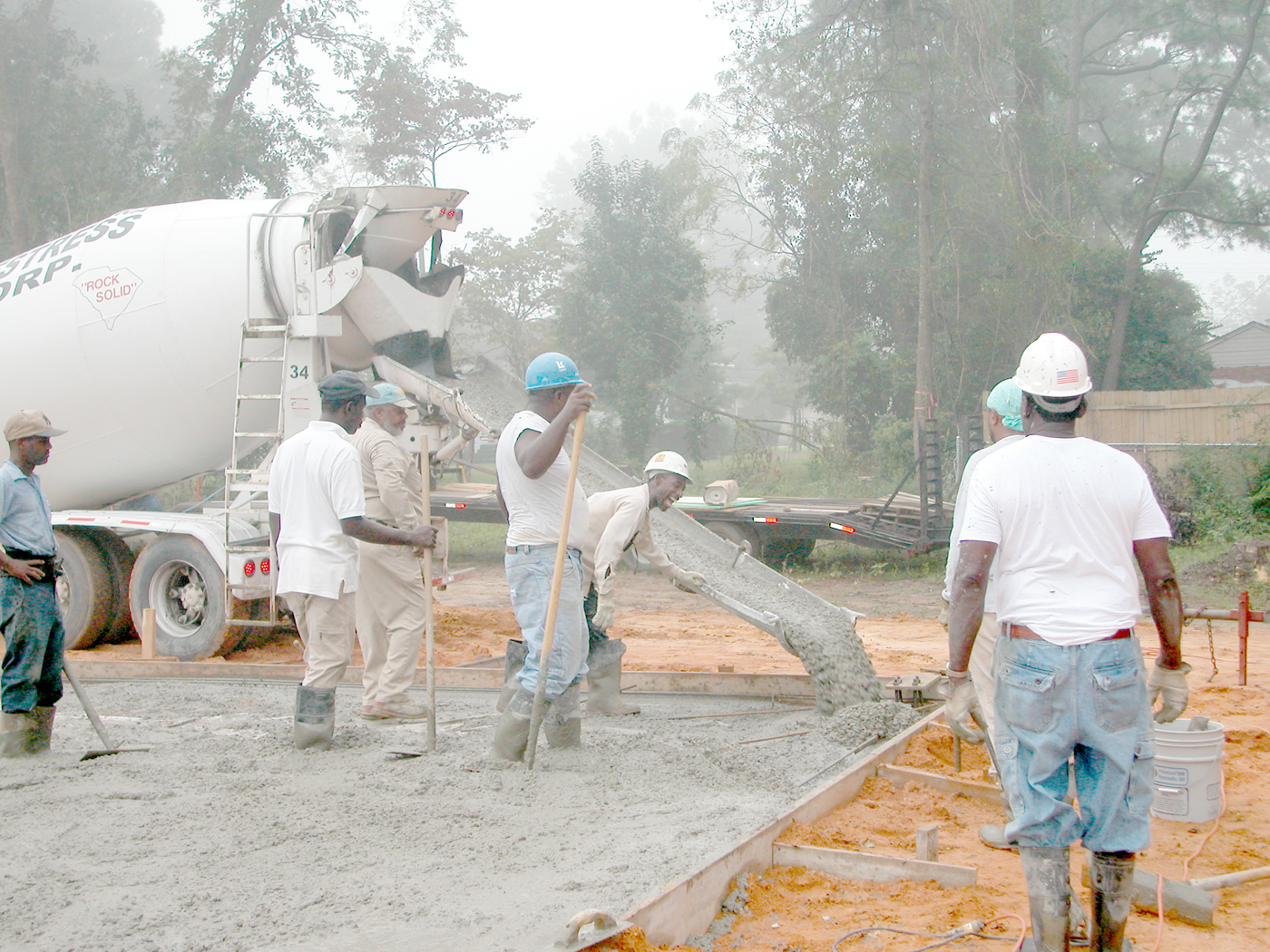
Getto del calcestruzzo

Già in epoca romana il calcestruzzo, con l'aggiunta di pozzolana e calce comune come leganti, era noto con il nome di betunium.

Vi sono anche rari esempi di ritrovamenti di barre di bronzo annegate nella massa del calcestruzzo e disposte in maniera intuitiva, che tuttavia non permettono di considerarlo calcestruzzo armato vero e proprio, tant'è vero che è dimostrabile che la differente dilatazione termica dei due materiali produce problemi di scheggiatura del cemento solidificato.
In epoca moderna invece, curiosamente, prima di essere ampiamente utilizzato nell'edilizia, il calcestruzzo armato fu impiegato nell'industria navale. L'avvocato francese J. L. Lambot costruì una piccola imbarcazione con una struttura metallica ricoperta di un sottile strato di cemento che fece sensazione all'Esposizione Universale di Parigi del 1855; nel 1890 l'italiano C. Gabellini iniziò la costruzione di scafi navali in cemento preformato.
Anche se già nel 1830 in una pubblicazione intitolata The Encyclopædia of Cottage, Farm and Village Architecture si suggeriva che una grata di acciaio poteva essere inglobata nel calcestruzzo per formare un tetto, il primo ad avere introdotto il calcestruzzo armato nell'edilizia è considerato William Wilkinson di Newcastle. Nel 1854 egli registrò un primo brevetto britannico per il «miglioramento nella costruzione di dimore a prova di fuoco, di magazzini, di altre costruzioni e delle parti delle stesse». Wilkinson eresse un piccolo cottage di due piani per la servitù, rinforzando pavimento e tetto di cemento con l'uso di barre di acciaio e di cavi metallici; in seguito sviluppò varie strutture del genere.
Tuttavia l'invenzione del primo «cemento rinforzato» è generalmente attribuita alla scoperta fortuita di un giardiniere parigino di nome Joseph Monier che, nel tentativo di produrre vasi da fiori in litocemento, avrebbe notato che la gabbia di metallo usata per trattenere e modellare la miscela di cemento dimostrava la proprietà di non staccarsi facilmente dal calcestruzzo stesso. Il 16 luglio 1867 Monier depositò il brevetto per la realizzazione di vasi da fiori con la tecnica dell'«armatura».
All'Esposizione di Parigi del 1867 il giovane ingegnere francese François Hennebique vide i vasi contenitori realizzati in «cemento rinforzato» da Monier e nel 1879 sperimentò per la sua prima volta una gettata di calcestruzzo armato per una soletta. Se non fu l'unico inventore del cemento armato, Hennebique fu comunque un personaggio dal grande intuito affaristico e il primo costruttore a utilizzarlo su larga scala. Con lo slogan «Plus d'incendies desastreux», tra il 1892 al 1908 egli creò una grande organizzazione commerciale internazionale con oltre quaranta agenti all'estero che vendevano il «Systéme Hennebique a l'épreuve du feu, breveté» in tutta Europa e in gran parte del mondo. Negli anni successivi seguirono brevetti anche per tubi, serbatoi, solette piane e curve, scale e in tali brevetti si riscontrano già tutti i concetti principali per l'armatura del cemento con tondini in ferro.
Anche in Italia ci furono dei pionieri di questa nuova tecnica. L'ingegner Angelo Lanzoni è ricordato con una lapide collocata sul palazzo di via Indipendenza al civico 82 a Pavia su cui si trova scritto: «Angelo Lanzoni qui ideava il cemento armato e con priorità di brevetto del marzo 1883 fece del trovato una invenzione italiana». Noto è anche l'ingegnere Vincenzo Lami, che aveva approfondito la tecnica in Germania e la cui fama lo portò in seguito a divenire deputato.
Tra i più importanti teorici italiani di costruzioni in calcestruzzo armato - o “cemento armato”, secondo appunto la definizione dell’epoca - va senz'altro annoverato Luigi Santarella (1886-1935), ingegnere ed accademico del Politecnico di Milano, le cui innumerevoli pubblicazioni costituiscono tuttora la base teorica fondamentale riguardante tale disciplina (il suo "Prontuario del cemento armato", ha raggiunto le 38 edizioni con gli aggiornamenti alle normative correnti). Presso il Regio Politecnico di Milano fondò la prima scuola di specializzazione per le applicazioni del cemento armato che segnò un deciso passo avanti nello scenario dell’ingegneria strutturale italiana del Novecento.  
A Luigi Santarella è dovuta anche la ideazione di un regolo per il calcolo delle strutture in cemento armato, usato da tanti Ingegneri fino all'avvento dei calcolatori elettronici, chiamato appunto "Il Santarellino".
Il brevetto del «Systéme Hennebique» invece fu introdotto con successo già nel 1894, a Torino, dal plurilaureato ingegner Giovanni Antonio Porcheddu, secondo una convenzione fra lo Studio Tecnico degli ingegneri Ferrero & Porcheddu e l'ingegnere napoletano Giovanni Narici, a capo della Agenzia Generale Italiana della Maison Hennebique, il quale introdusse successivamente anche alcuni miglioramenti al brevetto, in particolare nell'utilizzo dei pieghi nelle barre di armatura. Grazie a questo accordo l'Impresa Porcheddu fu la licenzataria esclusiva per l'Italia del «Systéme Hennebique», che venne ampiamente applicato con crescente successo dalla stessa Impresa Porcheddu, realizzando svariate opere pubbliche e private a Torino e in tutto il territorio nazionale. Il primo ponte viene costruito da Tullio Gozzi sul torrente Avesa a Verona nel 1908. Pur essendo già utilizzato su larga scala l'utilizzo del cemento armato in Italia venne regolamentato da una legislazione specifica soltanto a partire dalla fine degli anni trenta del Novecento, con il R.D.L. n. 2229 del 16 novembre 1939.
L'architetto franco-svizzero Le Corbusier fu tra i primi a comprendere le potenzialità innovative del calcestruzzo armato nell'ambito dell'architettura contemporanea e a sfruttarlo ampiamente nelle sue opere del secondo dopoguerra, dopo averne visto le potenzialità intuite dal suo maestro Auguste Perret, tra le cui opere in calcestruzzo armato spicca la Casa al n.25 bis di rue Franklin a Parigi del 1903.

## Descrizione
È un materiale utilizzato sia per la realizzazione della struttura degli edifici (ovverosia dell'ossatura portante) che di manufatti come ad esempio i muri di sostegno dei terrapieni.
Come l'acciaio, anche il calcestruzzo armato può essere realizzato in stabilimento per produrre elementi prefabbricati; in genere travi e pilastri, ma è in uso anche la produzione di pannelli ed elementi con anche funzioni decorative. L'utilizzo in coppia del calcestruzzo e dell'acciaio dà vita a tale materiale di peso specifico pari a 25 kN/m3. La produzione in stabilimento permette di avere un miglior controllo sulla qualità del calcestruzzo, ma, essendo più costosa, viene utilizzata con regolarità quando le condizioni climatiche del cantiere sono proibitive (non a caso la prefabbricazione si è sviluppata moltissimo in Russia), o quando gli elementi da produrre richiedono dei controlli rigorosi, come può essere il caso di alcune tecnologie con le quali viene realizzato il calcestruzzo armato precompresso.
In cantiere, la tecnologia del calcestruzzo gettato in opera ha il vantaggio di creare meno problemi nei nodi tra gli elementi, cioè in quei punti in cui si uniscono travi e pilastri.

### Riferimenti normativi in Italia
Leggi:

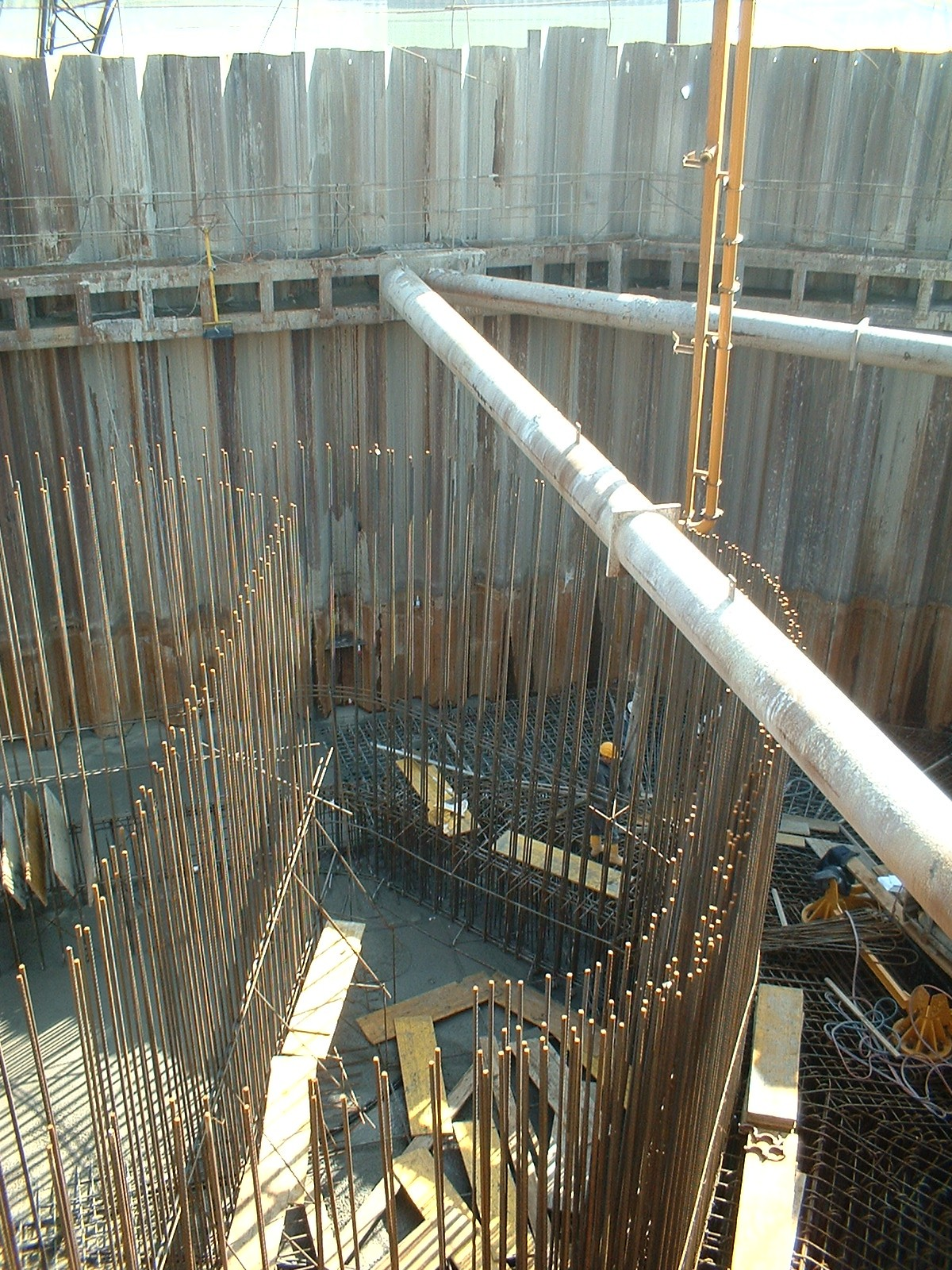
Getto in alveo fluviale del plinto di fondazione di un ponte ferroviario

- Legge 5 novembre 1971 - nº1086 "Norme per la disciplina delle opere di conglomerato cementizio armato, normale e precompresso e a struttura metallica".

Decreti ministeriali:
- D.M. 20 novembre 1987 - "Norme tecniche per la progettazione, esecuzione e collaudo degli edifici in muratura e per il loro consolidamento".
- D.M. 14 febbraio 1992 "Norme tecniche per l'esecuzione delle opere in cemento armato normale e precompresso e per le strutture metalliche". (sostituito dal D.M.9/1/1996 che, al comma 2 dall'art.1, riconosce ancora applicabili le norme tecniche del presente decreto per la parte concernente le norme di calcolo e le verifiche col metodo delle tensioni ammissibili e le relative regole di progettazione e di esecuzione)
- D.M. 9 gennaio 1996 - Ordinanza (Carichi e sovraccarichi)
- D.M. 9 gennaio 1996 - "Norme tecniche per il calcolo, l'esecuzione ed il collaudo delle strutture in cemento armato, normale e precompresso e per le strutture metalliche" - Parte I e Parte II
- D.M. 16 gennaio 1996 - "Norme tecniche relative ai Criteri generali per la verifica di sicurezza delle costruzioni e dei carichi e sovraccarichi".
- D.M. 14 settembre 2005 - "Norme tecniche per le costruzioni". (coesistente con i decreti precedenti fino al 31/12/2007, data in cui non potranno più essere applicati il D.M. 09/01/1996 e il D.M. 16/01/1996)
- D.M. 14 gennaio 2008 - "Approvazione delle nuove norme tecniche per le costruzioni".
- D.M. 17 gennaio 2018 - "Norme tecniche per le costruzioni"

Circolari:
- CNR 10024-1986
- Circolare 15 ottobre 1995
- Circolare 10 aprile 1997
- Circolare 2 febbraio 2009 nº617/C.S.LL.PP.

#### Norme europee
- Eurocodici (recepiti e applicabili in Italia)

## Proprietà

### Generalità

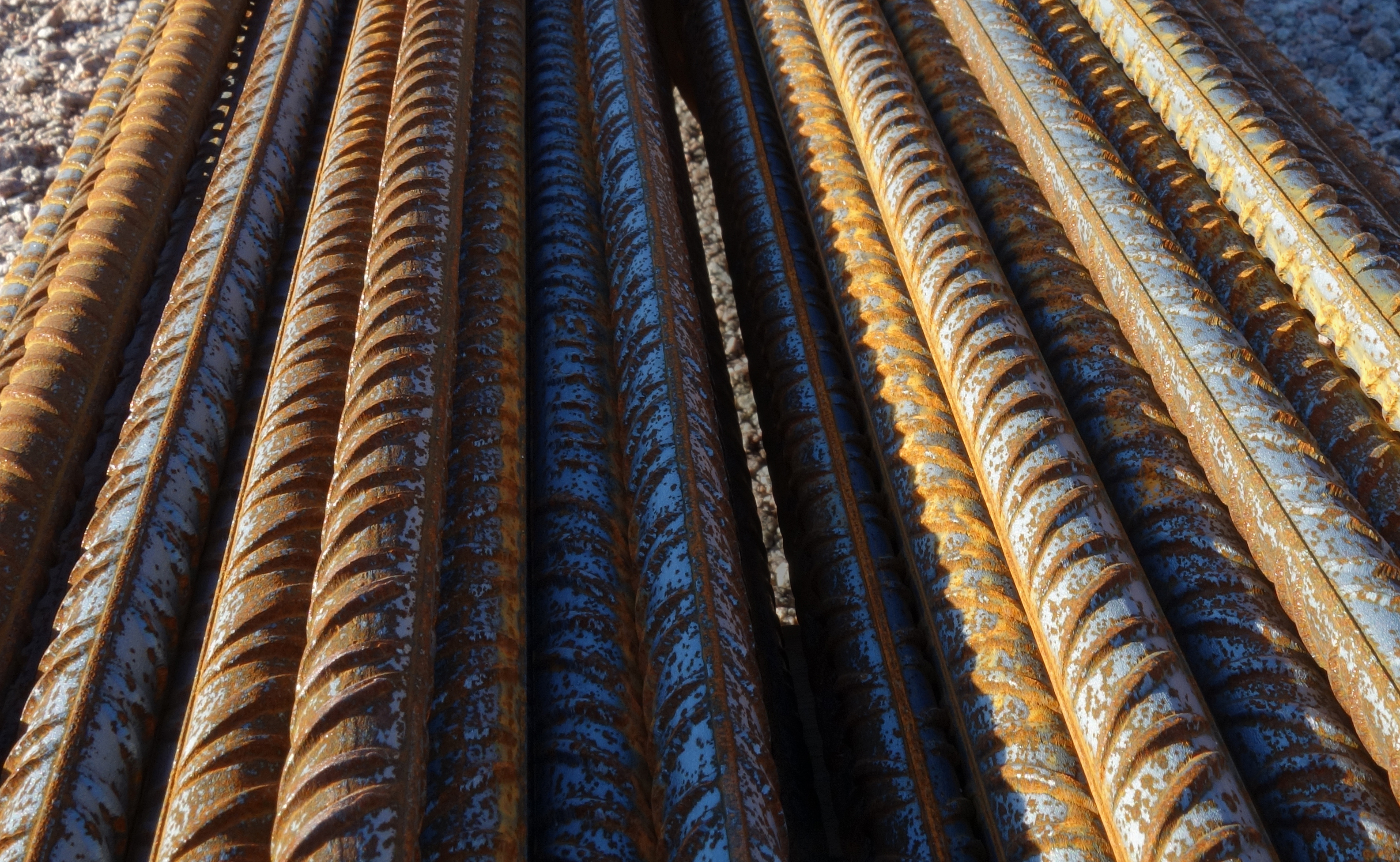
Barre d'acciaio per calcestruzzo armato

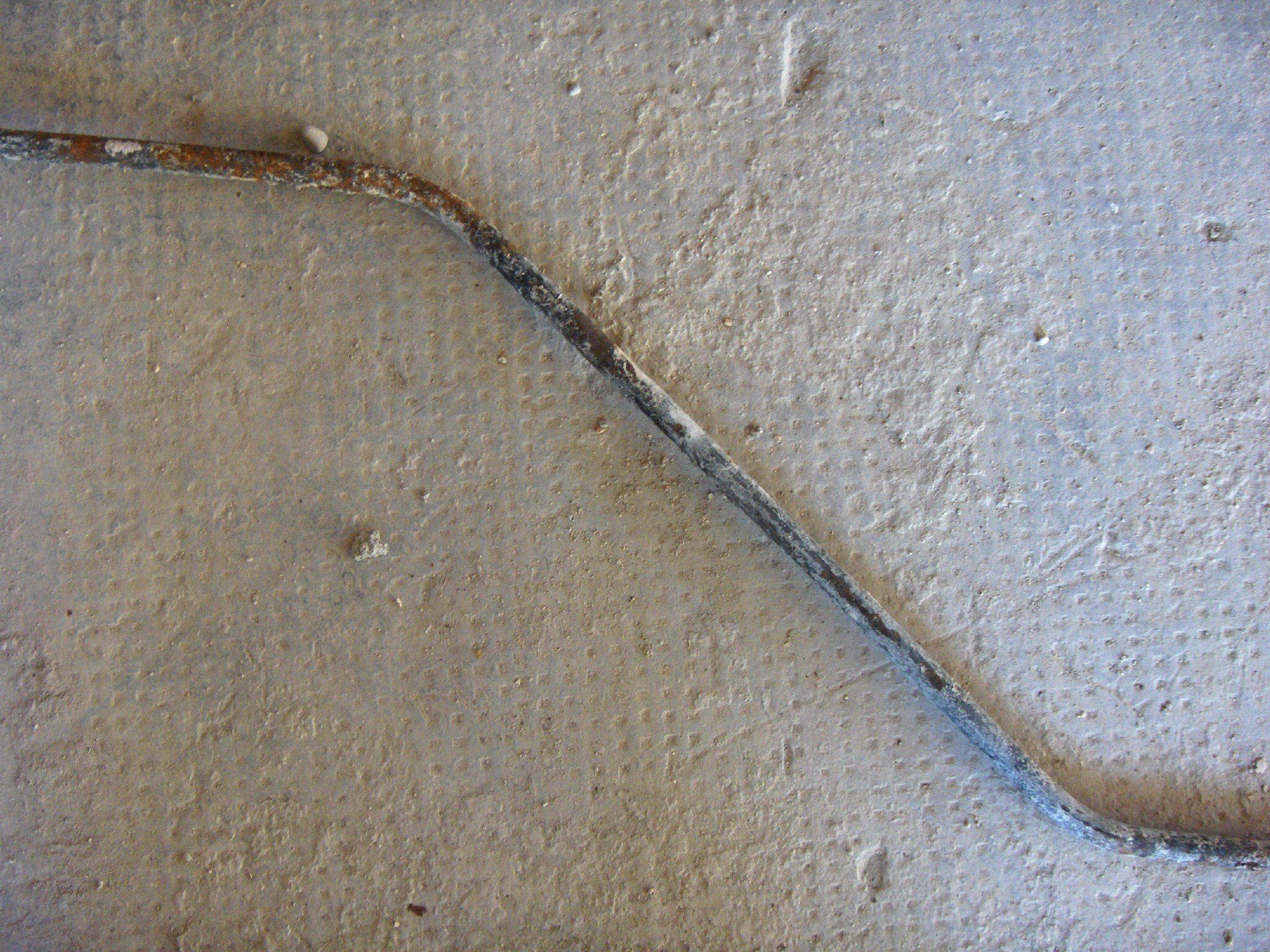
Vecchia barra d'acciaio a filo liscio sagomata a 45° per travi in calcestruzzo armato

Il calcestruzzo armato sfrutta l'unione di un materiale da costruzione tradizionale e relativamente poco costoso come il calcestruzzo, dotato di una notevole resistenza alla compressione ma con il difetto di una scarsa resistenza alla trazione, con l'acciaio, dotato di un'ottima resistenza a trazione. Quest'ultimo è utilizzato in barre (che possono essere lisce, ma la legge le impone ad aderenza migliorata, con opportuni risalti) e viene annegato nel calcestruzzo nelle zone dove è necessario far fronte agli sforzi di trazione; l'armatura interna dà al materiale complessivo il nome di calcestruzzo armato, classificabile come un materiale composito.
Le barre hanno diametro variabile commercialmente da 5 mm a 32 mm e possono essere impiegate sia come "armatura corrente" o longitudinale, sia come "staffe", ovvero come barre che racchiudono altre barre (in genere di maggior diametro) a formare una sorta di "gabbie" opportunamente dimensionate secondo le necessità d'impiego. In generale, vengono prodotte barre fino a una lunghezza massima di 14 m a causa di problemi di trasporto. Per eseguire l'armatura sono disponibili anche reti elettrosaldate (con filo nei diametri da 5, 6, 8, 10 e 12 mm) a maglia quadrata, con passi da 10 e 20 cm e le stesse vengono, in questo caso, impiegate soprattutto per armare solette inserite sotto pavimento o muri in elevazione.
La sinergia tra due materiali così eterogenei è spiegata tenendo presenti due punti fondamentali:
- Tra l'acciaio ed il calcestruzzo si manifesta un'aderenza che trasmette le tensioni dal calcestruzzo all'acciaio in esso annegato. Quest'ultimo, convenientemente disposto nella massa, collabora sopportando essenzialmente gli sforzi di trazione, mentre il calcestruzzo sopporta quelli di compressione.
- I coefficienti di dilatazione termica dei due materiali sono sostanzialmente uguali.

Per aumentare l'aderenza tra i due materiali da qualche decennio al posto delle barre lisce di acciaio vengono utilizzate barre ad aderenza migliorata, cioè barre sulle quali sono presenti dei risalti.
Un tempo, a causa dell'elevato costo del materiale e grazie alla disponibilità di manodopera a basso costo, si cercava di utilizzare meno barre possibili facendo svolgere a quelle utilizzate diverse funzioni strutturali. Di solito si sagomavano le barre longitudinali a 45° per fornire alla trave in calcestruzzo armato anche resistenza al taglio oltre che a flessione. Oggi invece la situazione è opposta, pertanto si cerca di snellire maggiormente le operazioni in cantiere utilizzando direttamente staffe e armature longitudinali.

### Durabilità

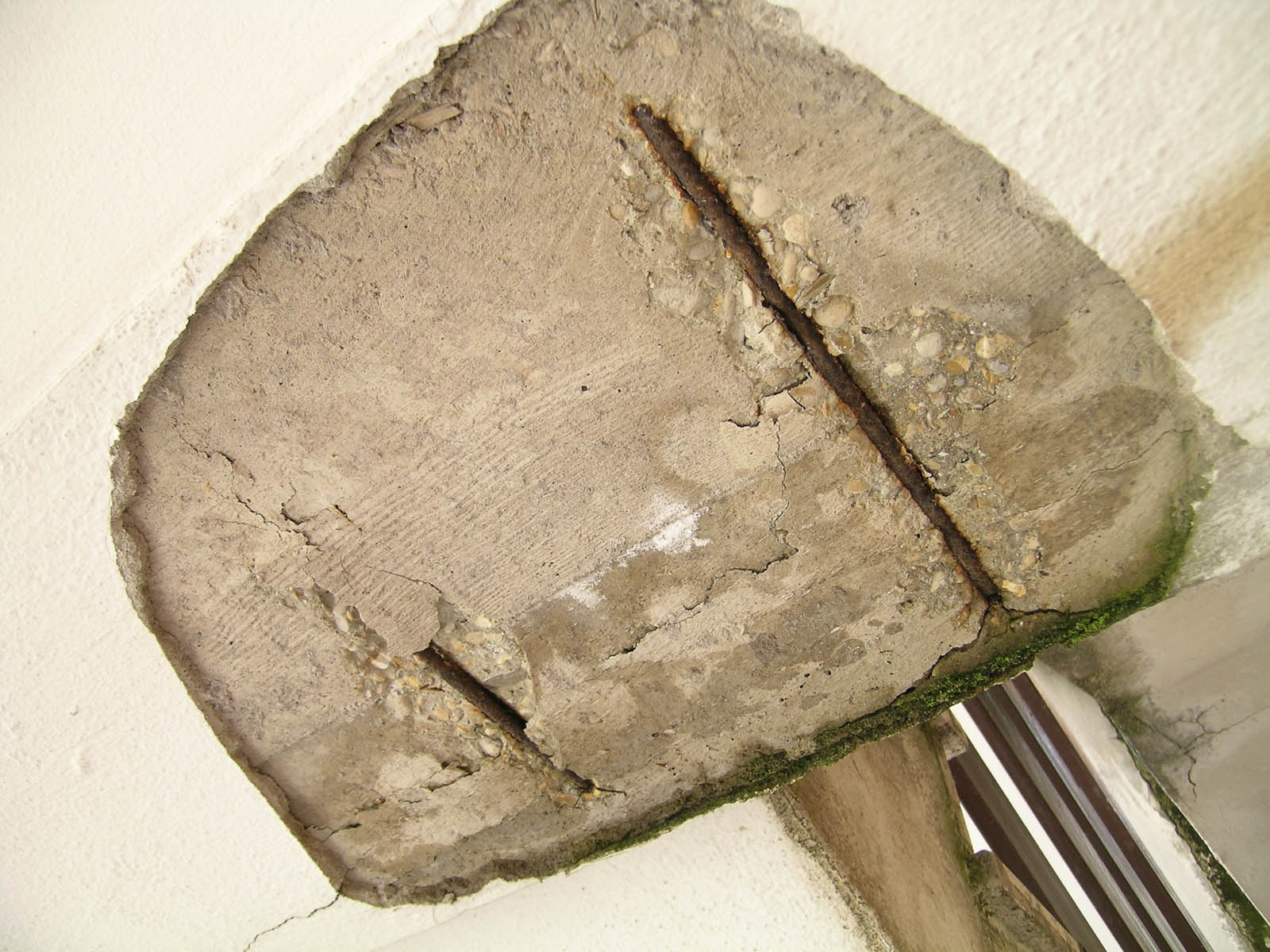
Degrado del calcestruzzo armato: copriferro espulso per rigonfiamento dell'armatura, dovuto a corrosione della stessa

Inizialmente e per molti anni si pensò che il calcestruzzo armato potesse avere una vita eterna; ciò è evidentemente falso, perché entrambi i materiali che lo costituiscono sono soggetti a problemi che ne compromettono la resistenza nel tempo.
Il calcestruzzo, se non adeguatamente protetto, può essere attaccato da sali presenti nell'acqua di mare e nell'aria in prossimità delle coste, da acidi dei fumi industriali, dal fenomeno della carbonatazione. Esso risente inoltre delle variazioni di temperatura, ed in particolare è vulnerabile al gelo.
L'acciaio, se non ben protetto da uno strato di calcestruzzo (copriferro), è soggetto ad ossidazione, cioè tende ad arrugginirsi. L'ossidazione oltre a compromettere del tutto la resistenza a flessione dell'acciaio (che tende quindi a rompersi molto più facilmente) fa aumentare il volume dell'acciaio che può così rompere il calcestruzzo che lo ricopre e lo porta di conseguenza a sbriciolarsi.
L'ossidazione può essere provocata da vari fattori, per esempio da infiltrazione di acqua o vapore acqueo attraverso le fessurazioni del calcestruzzo che si producono naturalmente quando l'elemento strutturale è sollecitato a flessione: il calcestruzzo, non reagendo a trazione, nella parte tesa della sezione tende a fessurarsi, aprendo così la strada, quando tali fessure sono di entità rilevante, agli agenti ossidanti. L'entità e la pericolosità delle fessurazioni sono calcolabili attraverso semplici modelli matematici descritti nella scienza delle costruzioni e nelle norme UNI. È virtualmente impossibile realizzare un calcestruzzo armato che non si fessura, perché il modulo di elasticità (o modulo di Young) dei due materiali (acciaio e calcestruzzo) differisce troppo per consentire un'omogeneità di dilatazione sotto sforzo. Tuttavia, rimanendo entro i limiti normativi per la fessurazione, l'ossidazione dell'acciaio può essere considerata trascurabile, allungando di molto la durabilità del manufatto.
Negli ultimi tempi alcune ditte hanno cominciato a proporre l'acciaio inossidabile per l'armatura del calcestruzzo. Tale materiale è sensibilmente più costoso dell'acciaio "nero" (semplice lega di ferro e carbonio), perché più complesso da produrre, meno resistente e più fragile. Ha però un vantaggio indiscusso: il fatto di non subire la ruggine e il conseguente aumento di volume. I costi proibitivi ne consentono l'utilizzo, per ora, solo in strutture in cui la manutenzione è particolarmente gravosa o l'aggressività degli agenti atmosferici particolarmente elevata, quali, per esempio: ponti, dighe, strutture portuali, infrastrutture viarie sospese e simili. In questi casi, il risparmio dovuto alle opere di manutenzione può giustificare una maggiore spesa per la realizzazione del manufatto. Rimane il fatto, però, che la struttura è più pesante perché necessita di una maggiore quantità di acciaio in quanto l'acciaio inossidabile è meno resistente di quello al solo carbonio e ne serve dunque una maggiore quantità nella stessa sezione di calcestruzzo armato per garantire le medesime prestazioni del manufatto e ottemperare alle relative prescrizioni legislative.

### Caratteristiche meccaniche del calcestruzzo
Occorre innanzitutto specificare le ipotesi poste per il calcolo delle resistenze:
1. Planarità delle sezioni degli elementi sotto l'effetto delle sollecitazioni applicate (ipotesi che si rifà al modello di De Saint Venant e all'ipotesi di Bernoulli);
2. Perfetta aderenza tra calcestruzzo e acciaio, ipotizzando quindi anche una deformazione uguale per i due materiali;
3. Trascurabilità della resistenza a trazione del calcestruzzo (da cui conseguirà la parzializzazione della sezione);
4. Modelli rappresentativi dei legami costitutivi {\displaystyle \sigma -\varepsilon }.

#### Resistenze di calcolo
Si distinguono due campi applicativi, quello elastico, sotto carichi modesti, e quello non lineare riscontrabile agli stati limite di rottura. Nel calcolo elastico delle sezioni si ipotizza che i legami elastici siano rappresentati dalla Legge di Hooke:
{\displaystyle \sigma _{c}=E_{c}\cdot \varepsilon _{c}} e {\displaystyle \sigma _{s}=E_{s}\cdot \varepsilon _{s}}
Il termine {\displaystyle \sigma _{c}}, relativo al calcestruzzo e quindi valido limitatamente al campo delle compressione, e a parità di contrazione si ha
{\displaystyle \varepsilon _{c}=\varepsilon _{s}=\varepsilon \Rightarrow \sigma _{s}=E_{s}\varepsilon =\sigma _{c}{\frac {E_{s}}{E_{c}}}=m\sigma _{c}}
Quindi in fase elastica l'acciaio è "m" volte più sollecitato del calcestruzzo, con "m" detto coefficiente di omogeneizzazione.
Nel calcolo non lineare delle sezioni si definiscono modelli analitici che rappresentano i reali legami σ - ε dei materiali.

##### Calcestruzzo
| Tipologia                            | Relazione                                                                                  | Modello σ - ε                              |
| ------------------------------------ | ------------------------------------------------------------------------------------------ | ------------------------------------------ |
| Resistenza di calcolo a compressione | {\displaystyle f_{cd}={\frac {f_{ck}}{\gamma _{c}}}={\frac {0,\!83\,R_{ck}}{\gamma _{c}}}} | Si adotta il diagramma parabola-rettangolo |
| Resistenza di calcolo indefinita     | {\displaystyle f_{c1}=0,\!85f_{cd}=0,\!85\,{\frac {0,\!83\,R_{ck}}{\gamma _{c}}}}          | Si adotta il diagramma parabola-rettangolo |
| Resistenza di calcolo ridotta        | {\displaystyle f_{c2}=\left(0,\!7-{\frac {f_{ck}}{200}}\right)f_{cd}=0,\!50f_{cd}}         | Si adotta il diagramma parabola-rettangolo |
| Tensione ammissibile in esercizio    | {\displaystyle {\bar {\sigma }}_{c}=0,\!45f_{ck}}                                          | Si adotta il diagramma parabola-rettangolo |

##### Acciaio
| Tipologia                                 | Relazione                                            | Modello {\displaystyle \sigma -\varepsilon }                       |
| ----------------------------------------- | ---------------------------------------------------- | ------------------------------------------------------------------ |
| Resistenza di calcolo dell'armatura lenta | {\displaystyle f_{sd}={\frac {f_{yk}}{\gamma _{s}}}} | Si adotta il diagramma bilineare (elastico perfettamente plastico) |
| Tensione ammissibile per armatura lenta   | {\displaystyle {\bar {\sigma }}_{s}=0,\!80\,f_{yk}}  | Si adotta il diagramma bilineare (elastico perfettamente plastico) |

## Arte
In ambito artistico questo materiale è stato prediletto da Giuseppe Uncini per i suoi assemblaggi e installazioni. La sua prima opera è stata Primocementoarmato (1958) e l'ultima Epistylium (2007, inaugurata postuma il 30 ottobre 2009) per il MART di Rovereto.